# Stary Chrząstów
Stary [pronunciación en polaco: /ˈstarɨ ˈxʂɔ̃stuf/] es un pueblo ubicado en el distrito administrativo de Gmina Parzęczew, dentro del condado de Zgierz, Voivodato de Łódź, en el centro de Polonia. Se encuentra a unos 3 kilómetros al oeste de Parzęczew, a 21 kilómetros al noroeste de Zgierz, y a 28 kilómetros al noroeste de la capital regional Łódź.